# Kevin Johansen
Pour les articles homonymes, voir Johansen.
Kevin Johansen (né en 1964 à Fairbanks en Alaska) est un musicien de rock américain.

## Biographie
Né d'une mère argentine et d'un père américain, il passe son enfance à San Francisco, puis sa famille s'installe à Buenos Aires lorsqu'il a douze ans, puis à Montevideo en Uruguay.
Dans les années 1980, Kevin Johansen fait quelques apparitions sporadiques dans le rock argentin, au sein du groupe Instrucción Cívica, avec Julian Benjamin (deux albums : Obediencia Debida en 1985 et Instrucció Cívica en 1986). En 1990, il s'installe à New York, où il rencontre l'argentine qui devient sa femme et la mère de ses deux filles. Il joue au CBGB's Club pendant plusieurs années, jusqu'à la création de son groupe The Nada (jouant sur des mots pouvant signifier à la fois « le néant » et « de rien »). En 2000, The Nada sort son premier album, un mélange de différentes musiques latines avec du rock moderne, du funk et de la pop. La même année, Kevin Johansen revient en Argentine, où il vit toujours. L'album, commercialisé dans le pays par la maison Los Años Luz, est relativement bien accueilli du public et le groupe se lance dans des tournées les menant jusqu'en Espagne, où l'album est édité par la K Industrias.
La fin de l'année 2002 voit la sortie de Sur o no sur, commercialisé par Los Años Luz en Argentine et par Sony Music dans le reste du monde. Cet album surprend par son mélange de musique latine, de pop et d'humour.
La même année, le clip de la chanson Daisy est réalisé : il s'agit d'une milonga incluse dans l'album Sur o No Sur. La vidéo est tournée dans le quartier de La Boca en format 16 mm et mis en scène par Andrea Urquiola. Une femme interprétée par l'actrice Mariana Aria en est la principale protagoniste, avec un groupe de danseurs qui réalisent une très bonne chorégraphie entre hommes typique de la milonga.
En 2003, K. Johansen rencontre un grand succès en Argentine, ce qui le mène à jouer en juin au Teatro Gran Rex, la plus grande salle de spectacle de Buenos Aires. Durant sa tournée en Espagne, il joue devant un public de plus en plus important, tant à Madrid qu'à Barcelone. Il joue lors des prix MTV latins et commence une tournée aux États-Unis (Miami, New York, Chicago, Los Angeles et San Francisco), où Sur o no sur allait bientôt sortir. La même année, il chante dans une voiture du métro de Buenos Aires et dans la station Carlos Gardel de celui-ci.
En 2004, Kevin Johansen continue à tourner, donnant des concerts au Mexique, au Chili, en Belgique et, à nouveau, en Espagne (dans plusieurs villes cette fois), suscitant un plus grand intérêt chez le public comme dans les médias. Sur o no sur'' est sélectionné pour les Latin Grammy Awards dans les catégories album de l'année, chanson de l'année (pour La Procesión) et meilleure vidéo musicale (aussi pour La Procesión).
Kevin, entre deux voyages, enregistre son troisième disque, City Zen (chez Los Años Luz encore une fois), très bien accueilli par le public et par la critique.
Sa ressemblance physique avec le footballeur Claudio "Piojo" López lui a valu le surnom de Kevin es Piojo Johansen.
Dans plusieurs de ses chansons, KJ utilise le rythme 2/4 typique du tango et de la milonga. Auparavant, les chansons de Johansen ont déjà connu un grand succès auprès de disc-jockeys américains.

## Discographie
| - The Nada (2000) 1. Guacamole 2. En mi cabeza 3. You’re the Bossa 4. Soñé 5. No me abandones 6. Ni idea 7. Campo argentino 8. Living in a story 9. McGuevara’s o CheDonald’s 10. Heat of the moment 11. So lazy 12. El círculo 13. El de la puerta - Sur o no Sur (2002) 1. Sur o no sur 2. Star estrella 3. Puerto Madero 4. La procesión 5. Daisy 6. Timing 7. Down with my baby 8. Chill out james 9. Cumbiera intelectual 10. No seas insegura 11. Sur o no sur (Reprise) 12. Acción! 13. La Chanson de Prévert 14. Hindue blues 15. Go on 16. Hacele caso 17. La tangómana 18. Me fui pal monte 19. Candombito 20. He andao | - City zen (2004) 1. City zen 2. All I wanna do is you 3. Desde que te perdí 4. Atahualpa, you funky! 5. El palomo 6. I don’t know 7. Oops 8. No voy a ser yo 9. La falla de San Andrés 10. The gem in I 11. Volutas de humo 12. Buenos Aires Anti-social Club 13. El incomprendido 14. Push your luck 15. Milonga subtropical 16. Tom Zen 17. Twist del rezo 18. Tema del zurdo 19. Everything is (Falling into place) - Logo (2007) 1. Logo 2. Anoche Soñé Contigo 3. Susan Surrender 4. Ese Lunar 5. Fantasmas de Carnaval 6. Funny Face 7. Road Movie 8. Son del Mp3 9. La Hamaca 10. Por Las Ruas 11. Chica Rollinga 12. S.O.S. Tan Fashion 13. Oh My Love, My Love 14. Everybody Says 15. Luna Sobre Porto Alegre 16. Amistad de Borrachera 17. Cliché Latino |